# 尿道海绵体

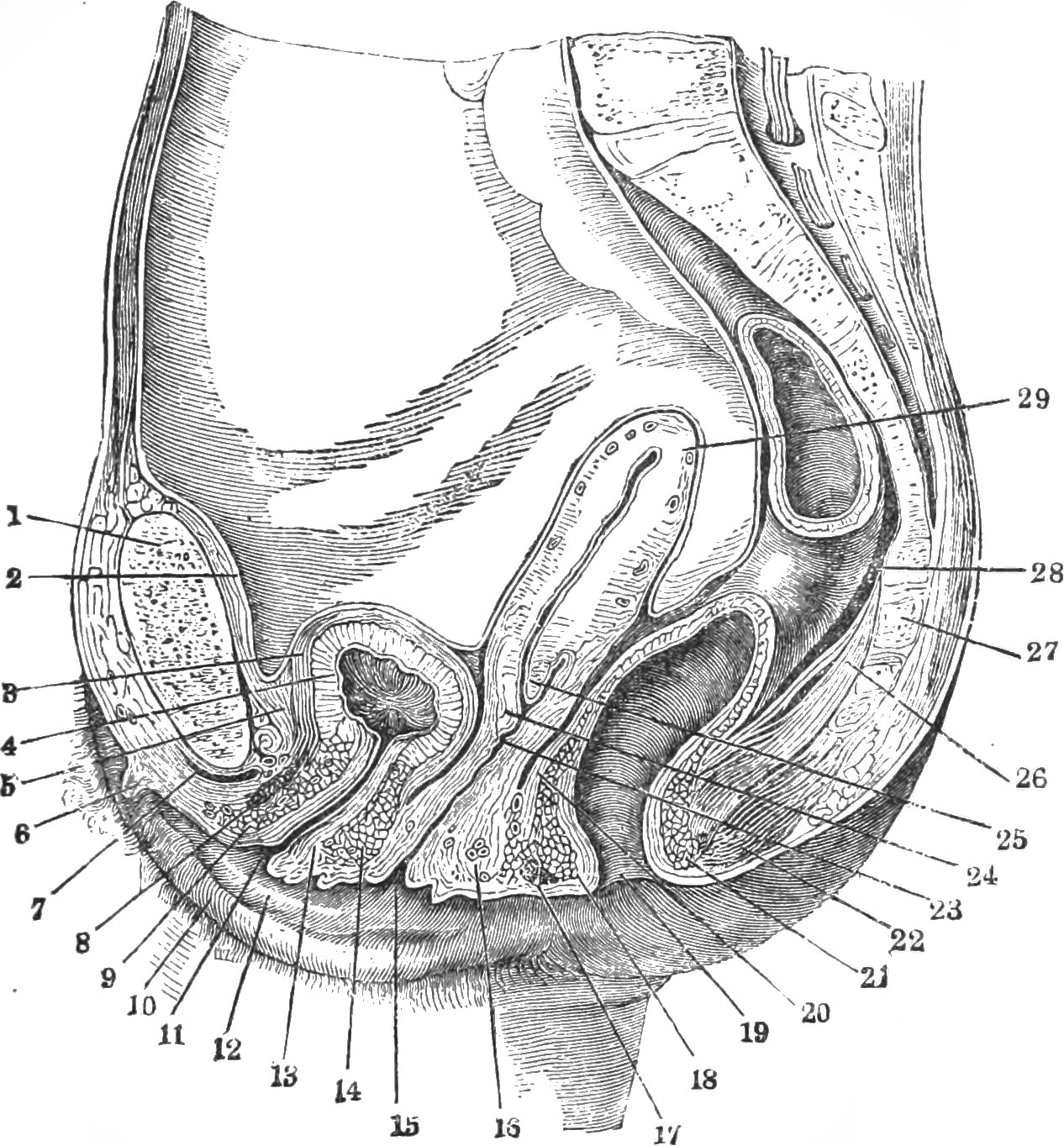
14. 尿道海绵体

尿道海绵体（英語：urethral sponge）是女性下生殖器部位的海绵状组织垫，紧贴耻骨和阴道壁，环绕尿道。

## 功能
尿道海绵体由勃起组织组成；在性兴奋时会因充血而肿胀，挤压尿道，与耻骨尾骨肌一起帮助防止性行为中的排尿。

## 女性潮射
此外，尿道海绵体包含斯基恩氏腺，可能参与女性潮射。

## 性刺激
尿道海绵体包含敏感的神经末梢，可以通过阴道前壁进行刺激。有些女性会从尿道海绵体的刺激中体验到强烈的快感，有些女性则觉得这种感觉很不适。尿道海绵体环绕着阴蒂神经，由于二者紧密相连，刺激阴蒂可能会刺激尿道海绵体的神经末梢，反之亦然。